# Zenda
Zenda. Autores, libros y compañía es una revista literaria digital en lengua española.

## Historia
Impulsada en abril de 2016 por el escritor Arturo Pérez Reverte, cofundador de la publicación junto con una veintena de autores españoles e hispanoamericanos, entre los que figuran los novelistas Juan Eslava Galán, Javier Marías, los escritores y miembros de la Real Academia Española Luis Mateo Díez y José María Merino o el periodista Antonio Lucas. El director de la publicación es el periodista y novelista Leandro Pérez.
El título está inspirado en la novela El prisionero de Zenda, de Anthony Hope. El propósito de la publicación es difundir contenidos relacionados con el mundo de las letras (entrevistas a escritores, reseñas de libros, noticias de actualidad, textos de creación, etc.) y de servir de puente entre España y Latinoamérica.
Tras un año de andadura digital, en el que se publicaron 1600 artículos, en 2017 Zenda firmó un convenio con el grupo Vocento para la difusión de contenidos a través del suplemento XL Semanal. Se hizo pública esta alianza editorial en un acto celebrado en el Círculo de Bellas Artes de Madrid al que acudieron escritores que participan en la revista.
En 2019, al amparo de la revista, Arturo Pérez Reverte creó el sello editorial Zenda Aventuras, dedicado a la publicación de novelas de aventuras, prologadas por el propio Pérez Reverte y con ilustraciones de Augusto Ferrer Dalmau. Los primeros títulos publicados son El diamante de Moonfleet de John Meade Falkner; El misterio del Agua Azul (Beau Geste), de Percival Christopher Wren; El prisionero de Zenda, de Anthony Hope, y Aventura en el Transasiático, de Julio Verne.

## Premios
En 2020, recibió el premio Liber de fomento de la lectura en los medios de comunicación, concedido por la Federación de Gremios de Editores de España (FGEE), que se entregó en la Feria Internacional del Libro Liber, en Barcelona, en octubre de 2020.